# Helichrysum leimanthium
Helichrysum leimanthium là một loài thực vật có hoa trong họ Cúc. Loài này được Klatt mô tả khoa học đầu tiên năm 1892.